# Mecz piłkarski Chiny – Hongkong (1985)
Mecz piłkarski Chiny – Hongkong, incydent 19 maja (chiń. 五一九事件) – określenie piłkarskiego meczu eliminacyjnego do Mistrzostwa Świata 1986, w którym faworyzowane Chiny przegrały z Hongkongiem 1:2. W wyniku porażki gospodarze utracili prawo uczestnictwa w barażach o udział w mistrzostwach świata kosztem Hongkongu. Po meczu doszło do pierwszych odnotowanych przypadków chuligaństwa piłkarskiego w Chinach; aresztowano w sumie 127 osób.

## Tło
Reprezentacja Chin uczestniczyła w eliminacjach do mistrzostw świata w grupie C z Hongkongiem, Makau i Brunei. Chińczycy byli zdecydowanym faworytem grupy. W 1984 roku chińska reprezentacja wystąpiła w finale Pucharu Azji (pozostali uczestnicy grupy nie wystąpili w tym turnieju), a trzy lata wcześniej odpadła w barażu interkontynentalnym do Mistrzostw Świata 1982. Obie reprezentacje pokonały dwukrotnie Brunei i Makau, a w Hongkongu gospodarze zremisowali z Chinami 0:0. Aby awansować do barażów, Chinom wystarczał remis.
Aby lepiej przygotować się do spotkania, selekcjoner reprezentacji Chin Zeng Xuelin wysunął dwie prośby do chińskiej federacji piłkarskiej. Zeng zwrócił się z prośbą o możliwość obejrzenia eliminacyjnych meczów Hongkongu z Makau w kwietniu, chciał także rozegrać towarzyskie spotkania z drużynami z prowincji Syczuan i Kuangsi, grającymi w ustawieniu Hongkongu. Obie prośby selekcjonera zostały odrzucone.
Mecz miał również podłoże dyplomatyczne, jako że w 1984 roku Margaret Thatcher i Zhao Ziyang podpisali deklarację chińsko-brytyjską, w myśl której w 1997 roku Hongkong po 155 latach brytyjskich rządów miał przejść pod władzę chińską.

## Mecz
Mecz, rozgrywany na Stadionie Robotniczym w Pekinie, oglądało 80 000 widzów. Spotkanie odbywało się w deszczu. Zeng zdecydował się wystawić ten sam skład, który tydzień wcześniej pokonał 6:0 Makau. Tym samym najlepszy strzelec drużyny Zhao Dayu rozpoczął spotkanie na ławce rezerwowych. Początkowo przewagę w meczu mieli Chińczycy. Jednakże w 19. minucie Hongkong sensacyjnie objął prowadzenie, kiedy to Cheung Chi Tak po podaniu z rzutu wolnego uderzył z odległości 25 metrów w górny róg bramki. W 31. minucie wyrównał Li Hui, który dobił strzał Yanga Zhaohuia. W 60. minucie po golu Ku Kam Faia goście ponownie objęli prowadzenie. W reakcji Zeng wprowadził Zhao na boisko. Piłkarze Hongkongu, którzy po bramce na 2:1 byli oskarżani o grę na czas, zdołali utrzymać prowadzenie do końca.

### Szczegóły
| 19 maja 1985 13:30 | Chiny · 31' Li Hui | 1:2(1:1)Raport | Hongkong · 19' Cheung Chi Tak · 60' Ku Kam Fai | Stadion Robotniczy, Pekin Widzów: 80 000 Sędzia: Melvyn D'Souza (Indie) |
|                    |                    |                |                                                |                                                                         |

| Chiny | Hongkong |

| BR          | 1  | Lu Jianren    |     |     |
| OB          | 2  | Zhu Bo        |     |     |
| OB          | 3  | Lin Lefeng    |     |     |
| OB          | 5  | Jia Xiuquan   |     |     |
| OB          | 4  | Lü Hongxiang  |     |     |
| PO          | 10 | Li Hui        | 64' |     |
| PO          | 14 | Wang Huiliang |     | 70' |
| PO          | 6  | Lin Qiang     |     |     |
| NA          | 9  | Zuo Shusheng  |     | 38' |
| NA          | 7  | Gu Guangming  |     |     |
| NA          | 17 | Yang Zhaohui  |     |     |
| Rezerwowi:  |    |               |     |     |
| BR          | 22 | Wang Zhenjie  |     |     |
| OB          | 12 | Chi Minghua   |     |     |
| PO          | 19 | Wei Kexing    |     |     |
| PO          | 20 | Wu Qunli      |     |     |
| NA          | 8  | Zhao Dayu     |     | 70' |
| NA          | 11 | Li Huayun     |     | 38' |
| NA          | 15 | Huang Dexing  |     |     |
| Trener:     |    |               |     |     |
| Zeng Xuelin |    |               |     |     |

| BR           | 1  | Chan Wan Ngok   |     |     |
| OB           | 14 | Cheung Chi Tak  |     |     |
| OB           | 2  | Leung Sui Wing  |     |     |
| OB           | 4  | Lai Law Kau     |     |     |
| OB           | 3  | Yu Kwok Sum     | 21' |     |
| PO           | 10 | Wu Kwok Hung    |     |     |
| PO           | 19 | Ku Kam Fai      |     |     |
| PO           | 9  | Wong Kwok On    |     |     |
| PO           | 6  | Chan Fat Chi    |     | 73' |
| NA           | 11 | Lau Wing Yip    |     |     |
| NA           | 20 | Wan Chi Keung   |     | 85' |
| Rezerwowi:   |    |                 |     |     |
| BR           |    | Chan Shu Ming   |     |     |
| OB           | 5  | Tam Yu Wah      |     | 73' |
| OB           | 12 | Philip Reis     |     | 85' |
| PO           |    | Lai Wing Cheung |     |     |
| NA           |    | Sze Wai Shan    |     |     |
| NA           |    | Cheung Ka Ping  |     |     |
| Trener:      |    |                 |     |     |
| Kwok Ka Ming |    |                 |     |     |

|  |

## Następstwa
Bezpośrednio po zakończeniu spotkania chińscy kibice obrzucali schodzących z boiska piłkarzy hongkońskich butelkami, kubkami, pomidorami i nogami od krzesełek (ranny w wyniku tego został Cheung Ka Ping), uszkodzili także okna w szatni chińskiej reprezentacji. Piłkarze natomiast byli eskortowani przez policję. Następnie chińscy kibice wyszli na ulice, gdzie demolowali okna wystawowe, podpalali oraz demolowali samochody (uszkodzono w sumie 25 pojazdów, przewrócono także autobus reprezentacji Chin), niszczyli budki telefoniczne. Chuligani obrażali także obcokrajowców, w tym dziennikarzy, grozili im, rzucali w nich butelkami i cegłami. Przywróceniem porządku zajęła się Ludowa Policja Zbrojna. W trakcie zamieszek pobitych zostało około 30 policjantów. Tymczasem chińscy piłkarze byli dla zapewnienia im bezpieczeństwa zamknięci w odosobnieniu przez trzy dni. Aresztowano 127 osób uczestniczących w zamieszkach. Był to pierwszy przypadek masowego chuliganizmu w historii Chin. Władze wyraziły ubolewanie z powodu wpływu wydarzeń na reputację kraju oraz zobowiązały się do podjęcia kroków mających na celu rozprawienie się z chuliganami.
Zespół chiński w prasie sportowej przeprosił za porażkę, przyznając się do przecenienia własnych sił, złej taktyki i problemów z przywództwem. Do dymisji podali się Zeng i prezes związku piłkarskiego Li Fenglou, a Zeng nigdy więcej nie objął już stałego etatu trenerskiego. Selekcjoner powiedział również, że porażka z Hongkongiem była najcięższym ciosem, jaki kiedykolwiek otrzymał.
W Hongkongu piłkarze byli przywitani na lotnisku przez kibiców. Niektórzy kibice skandowali przy tym, iż ich reprezentacja jest mistrzem Azji. Hongkoński obrońca Lai Law Kau określił mecz jako „najlepsze zwycięstwo w historii drużyny z Hongkongu”. Dzięki zwycięstwu Hongkong awansował do drugiej rundy eliminacji, w której w dwumeczu przegrał z Japonią 1:5 (0:3, 1:2).